# کارلوس سانچز (بازیکن فوتبال اسپانیا)
کارلوس سانچز (انگلیسی: Carlos Sánchez؛ زادهٔ ۱۹ ژانویهٔ ۱۹۷۸) بازیکن فوتبال اهل اسپانیا است.
از باشگاه‌هایی که در آن بازی کرده‌است می‌توان به باشگاه فوتبال آلمریا، باشگاه فوتبال رئال مادرید سی، باشگاه فوتبال رئال مادرید کاستیا، و باشگاه فوتبال رئال مادرید اشاره کرد.